# زاوية ثابت
قرية زاوية ثابت هي إحدى القرى التابعة لمركز أوسيم في محافظة الجيزة في جمهورية مصر العربية. حسب إحصاءات سنة 2006، بلغ إجمالي السكان في زاوية ثابت 5466 نسمة، منهم 2817 رجل و2649 امرأة.